# Motor de foguete 10

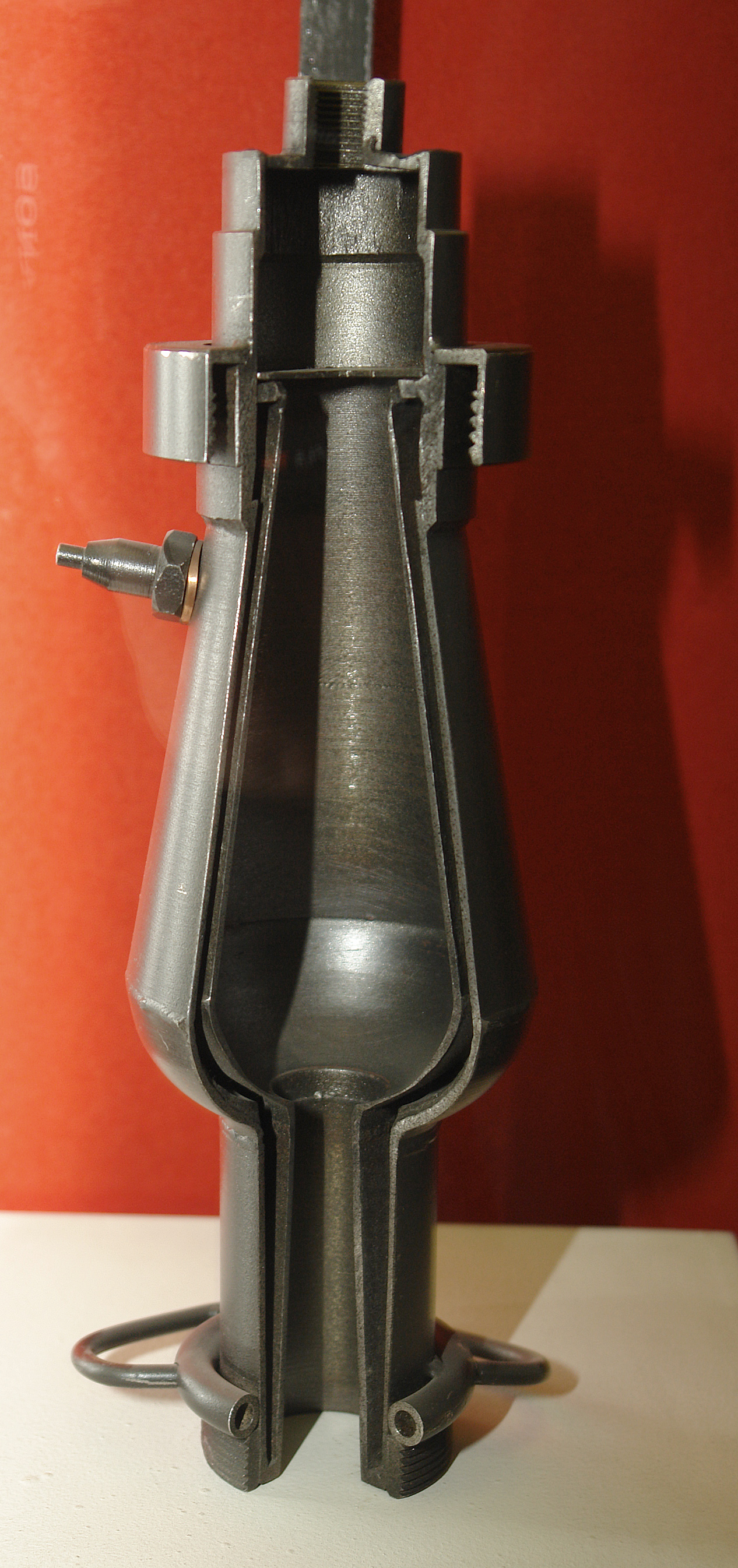
O motor de foguete 10.

O Motor de foguete 10, foi o primeiro motor de foguete de combustível líquido desenvolvido pelo GIRD em (1933).
Projetado em Janeiro de 1933, foi usado para testar o par combustível gasolina/LOX. Devido a danos causados na câmara de combustão, a gasolina foi substituída por álcool em Outubro de 1933, facilitando o resfriamento da câmara de combustão.
Em 25 de Novembro de 1933, um desses motores foi usado no primeiro foguete movido a combustível líquido o GIRD-X criado no GIRD por Friedrich Zander e Sergei Korolev.